# Jonathan Salt
Pour les articles homonymes, voir Salt.
Jonathan Salt est un entomologiste et un botaniste britannique, né en 1759 et mort en 1815.

## Biographie
Il possède une fabrique de couteaux et appartient à la famille de coutellerie de table J.&J. Salt. Il s’intéresse, durant ses loisirs, à l’entomologie et à la botanique (et plus particulièrement aux lichens) de 1773 à 1809. Il rassemble un riche herbier de l’Yorkshire, du Lincolnshire, du Derbyshire et du Nottinghamshire qu’il décrit dans Flora Sheffieldiensis. Il devient membre de la Société linnéenne de Londres en 1797. Salt entretient une correspondance suivie avec de nombreux naturalistes dont et participe à l’English Botany (1790-1814) de James Sowerby (1757-1822).

## Source
- Samuel J.M.M. Alberti (2002). Placing nature: natural history collections and their owners in nineteenth-century provincial England, British Journal for the History of Science, 35 : 291-311.  (ISSN 0007-0874)